# Кьюс, Лассе
Лассе Кьюс (норв. Lasse Kjus (читается Ласе Шус), род. 14 января 1971 года, Осло, Норвегия) — норвежский горнолыжник, выступавший за сборную Норвегии с 1992 по 2008 год. Участвовал в пяти зимних Олимпиадах, в 1994 году в Лиллехаммере удостоился золотой награды (комбинация), в 1998 году в Нагано выиграл две серебряные медали (скоростной спуск, комбинация), в 2002 году в Солт-Лейк-Сити получил одну бронзовую награду (гигантский слалом) и одну серебряную (скоростной спуск). Считается одним из сильнейших универсалов в истории горнолыжного спорта.
В 1999 году на чемпионате мира в Вейле и Бивер-Крике отметился в своём роде уникальным выступлением, выиграв золото или серебро во всех пяти дисциплинах первенства: скоростном спуске, супергиганте, слаломе, гигантском слаломе и комбинации. За всю историю горнолыжного спорта никому не удавалось добиться подобного достижения (четыре победы одновременно одерживали только три человека, австриец Тони Зайлер, француженка Мариэль Гуашель и швейцарец Пирмин Цурбригген). Интересно, что за 9 лет до этого на молодежном чемпионате мира 1990 года Лассе также сумел выиграть медали во всех пяти дисциплинах. В общей сложности становился призёром чемпионатов мира одиннадцать раз, в том числе восемь раз был вторым и трижды первым.
Лассе Кьюс выиграл 18 этапов Кубка мира: 10 скоростных спусков, 2 супергиганта, 2 гигантских слалома и 4 комбинации. Дважды побеждал в общем кубковом зачёте (1996, 1999). Закончил спортивную карьеру в 2008 году, в настоящее время занимается поддержкой гуманитарной организации Right To Play.

## Интересные факты
- В 1998 году на Олимпиаде в Нагано старты несколько раз переносились из-за плохой погоды. В итоге слалом в зачёте комбинации впервые был проведён ранее скоростного спуска, который был отложен на 4 дня (хотя обычно обе дисциплины проводятся в один день). 13 февраля с утра были разыграны медали в чистом скоростном спуске, а спустя несколько часов был проведён скоростной спуск в зачёте комбинации. Кьюс выиграл серебро как в чистом скоростном спуске, так и по итогам комбинации, став первым в истории горнолыжником, выигравшим 2 олимпийские награды за 1 день[2].
- Кьюс был универсалом, но всё же отдавал предпочтение скоростным дисциплинам, в основном скоростному спуску. В слаломе он лишь 1 раз за карьеру сумел подняться на пьедестал на этапах Кубка мира, и произошло это при весьма примечательных обстоятельствах. 17 января 1999 года в швейцарском Венгене мужчины соревновались в слаломе. Накануне Кьюс, за 3 дня до этого отметивший своё 28-летие, выиграл там же, в Венгене, скоростной спуск, а в слаломе вышел на старт 16-м. После стартового сигнала Лассе ринулся вперёд, но его тело сильно опередило ноги, из-за чего он едва не упал. Его развернуло на одной лыже и он несколько метров проехал задом наперёд, после чего сумел развернуться и успел правильно пройти первые ворота. В итоге Кьюс прошёл трассу так здорово, что занял высшее в карьере третье место в слаломе на этапах Кубка мира. Выше него оказались только Бенджамин Райх и Михаэль фон Грюниген[3]. Этому происшествию был посвящён специальный сюжет норвежского телеканала TV 2, в ходе которого Кьюс с юмором объяснил, что с ним произошло. Лассе на старте «забыл», что на нём лыжи для слалома, которые заметно короче лыж для скоростных дисциплин. Он думал, что длинные лыжи уже поехали впереди него, а оказалось, что они ещё «стоят», из-за чего он совершил такой пируэт на трассе[4]. В сюжете Кьюс повторил для телевидения свой необычный старт. Интересно также, что менее чем через месяц на чемпионате мира 1999 года в Вейле находившийся в блестящей форме Кьюс единственный раз за карьеру выиграет и медаль чемпионата мира в слаломе, лишь 0,11 сек. уступив финну Калле Паландеру.

## Результаты на крупнейших соревнованиях

### Зимние Олимпийские игры
| Олимпийские игры    | Скоростной спуск | Супергигант | Гигантский слалом | Слалом | Комбинация |
| ------------------- | ---------------- | ----------- | ----------------- | ------ | ---------- |
| 1992 Альбервиль     | —                | —           | DNF1              | —      | —          |
| 1994 Лиллехаммер    | 18               | 12          | 7                 | DNF1   | 1          |
| 1998 Нагано         | 2                | 9           | 8                 | —      | 2          |
| 2002 Солт-Лейк-Сити | 2                | DNF         | 3                 | —      | 5          |
| 2006 Турин          | 14               | 14          | 18                | —      | DNF SL1    |